# Atanazy (Jaworski)
Atanazy, imię świeckie Borys Igorowycz Jaworski (ur. 8 sierpnia 1976 w Orzechowcu) – biskup Ukraińskiego Kościoła Prawosławnego Patriarchatu Kijowskiego, następnie Kościoła Prawosławnego Ukrainy.

## Życiorys
Edukację podstawową odebrał w rodzinnym Orichowcu, a następnie w Podwołoczyskach. Uczył się także w szkole muzycznej im. Salomei Kruszelnickiej w Tarnopolu (specjalność: dyrygentura chóralna), jednak nie ukończył jej z powodu wstąpienia do seminarium duchownego Patriarchatu Kijowskiego w Kijowie. 15 września 1998 rektor Kijowskiej Akademii Duchownej oraz seminarium duchownego (zespołu szkół teologicznych Patriarchatu Kijowskiego), biskup wyszhorodzki Daniel, wyświęcił go na diakona. Został skierowany do pracy duszpasterskiej w eparchii tarnopolskiej i krzemienieckiej i działał na jej terytorium do 2000. Święcenia kapłańskie przyjął 12 lipca 2000 z rąk metropolity tarnopolskiego i buczackiego Bazylego; przez rok służył w eparchii tarnopolskiej i buczackiej, najpierw w cerkwi Świętych Piotra i Pawła w Puszkarach, a następnie w soborze Trójcy Świętej w Podwołoczyskach. Następnie za zgodą biskupa sumskiego i achtyrskiego Michała przeszedł do służby w tejże eparchii. Ten sam hierarcha w 2002 przyjął od niego śluby mnisze w riasofor, nadając mu imię zakonne Atanazy. Od 2002 Atanazy (Jaworski) był proboszczem parafii Narodzenia Matki Bożej w Sumach. Rok później locum tenens eparchii sumskiej i achtyrskiej biskup Flawian wyznaczył go na dziekana rejonu sumskiego. W 2007 złożył wieczyste śluby mnisze, zachowując imię otrzymane przy postrzyżynach w riasofor. W 2009 otrzymał godność ihumena.
W 2010 rozpoczął studia w Iwano-Frankowskim Instytucie Teologicznym; przyjęty od razu na ostatni rok, w 2011 obronił pracę magisterską poświęconą rozwojowi śpiewu cerkiewnego na Ukrainie XI–XVII w..
27 lipca 2011 otrzymał nominację na biskupa konotopskiego, wikariusza eparchii sumskiej. Jego chirotonia biskupia odbyła się 21 sierpnia tego samego roku w soborze św. Włodzimierza w Kijowie. W 2013 został ordynariuszem eparchii ługańskiej. Od 2018 r. jest hierarchą Kościoła Prawosławnego Ukrainy. W 2021 r. przeniesiony na katedrę odeską.